# Piłka nożna w Serbii i Czarnogórze
Piłka nożna (serb. Фудбал fûdbaːl) była najpopularniejszym sportem w Serbii i Czarnogórze. Jej głównym organizatorem na terenie Serbii i Czarnogóry pozostawał Fudbalski savez Srbije i Crne Gore (FSSCG).

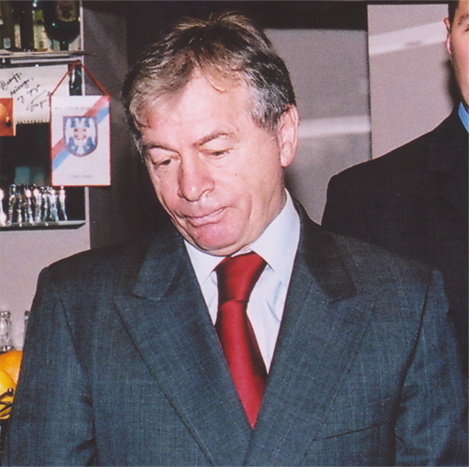
Ilija Petković, ostatni menedżer Serbii i Czarnogóry.

Piłkarska reprezentacja Serbii i Czarnogóry w 1998 i 2006 awansowała na turniej finałowy Mistrzostw świata oraz w 2000 do Mistrzostw Europy. Savo Milošević ma najwięcej występów reprezentacyjnych (101 meczów) oraz strzelił najwięcej 35 bramek w barwach reprezentacji Serbii i Czarnogóry (od 1992 do 2003 Jugosławii).
W jugosłowiańskiej Prvej lidze grały takie utytułowane kluby, jak Crvena zvezda, Partizan, Vojvodina i Budućnost Podgorica.

## Historia

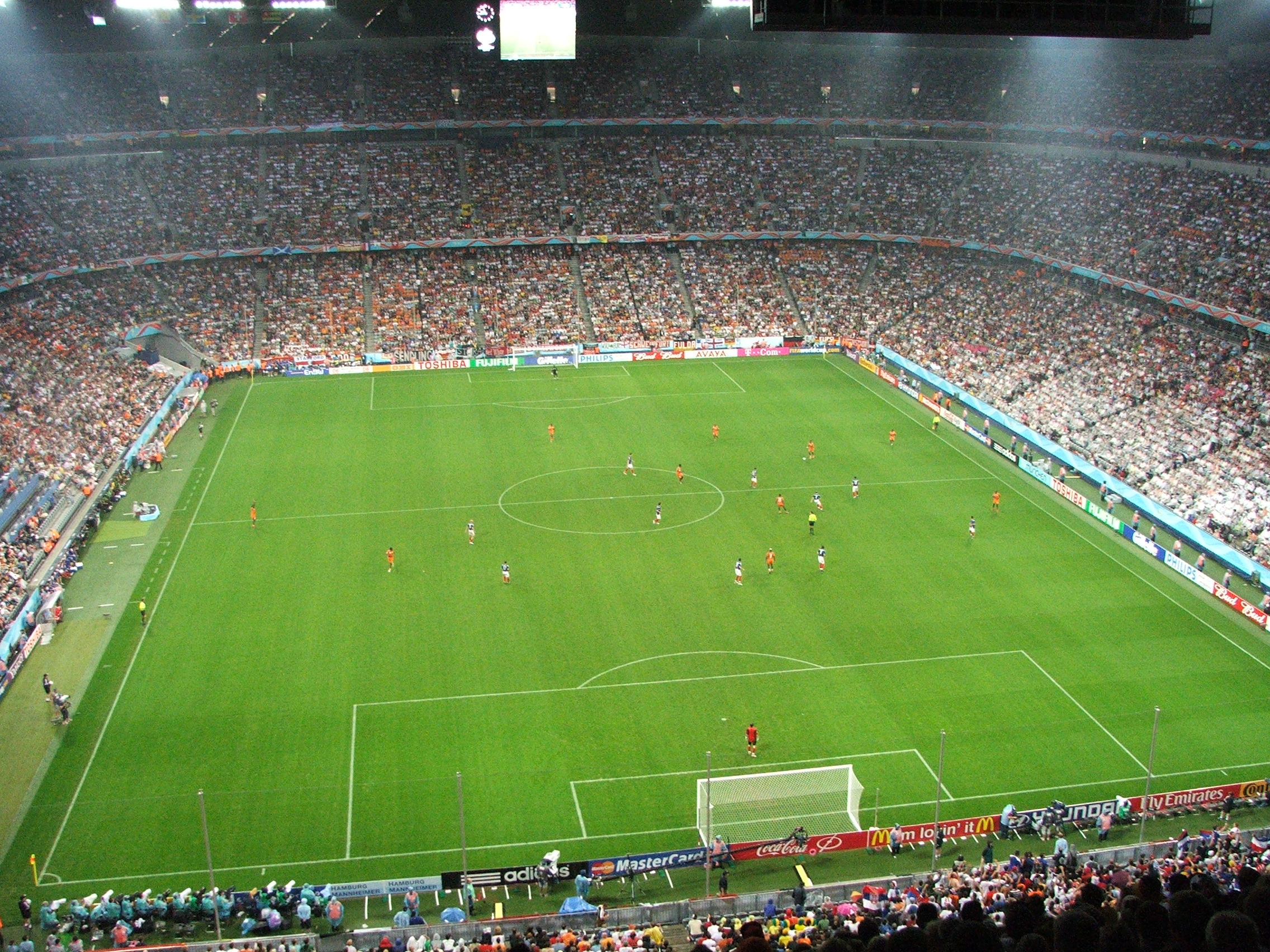
Mecz reprezentacji Serbii i Czarnogóry przeciwko Wybrzeżu Kości Słoniowej na Allianz Arena podczas Mistrzostw Świata FIFA 2006.

Piłka nożna zaczęła zyskiwać popularność w Jugosławii pod koniec XIX wieku. Po rozpadzie Jugosławii powstało pięć niepodległych państw, w tym 27 kwietnia 1992 roku Federalna Republika Jugosławii. Po zastąpieniu jugosłowiańskiej federacji piłkarskiej przez federację piłkarską FR Jugosławii – FSSRJ (serb. Fudbalski Savez Savezne Republike Jugoslavije), rozpoczął się proces zorganizowania pierwszych ligowych Mistrzostw Federalnej Republiki Jugosławii w sezonie 1992/93. W rozgrywkach brało udział 19 zespołów, grając systemem kołowym. Jeden zespół FK Borac Banja Luka był z Bośni i Hercegowiny, ale swoje mecze domowe grał w Belgradzie i Valjevo. Zwycięzca turnieju otrzymywał tytuł mistrza FR Jugosławii, a od 2003 mistrza Serbii i Czarnogóry.
4 lutego 2003 zmieniono nazwę państwa na Serbia i Czarnogóra, również Związek Piłkarski przyjął nazwę FSSCG (serb. Fudbalski Savez Srbije i Crne Gore).
3 czerwca 2006 r. proklamowano niepodległość przez Czarnogórę. Po referendum Serbia i Czarnogóra stały się oddzielnymi państwami. W sezonie 2005/06 odbyły się ostatnie rozgrywki zawodowej Prvej ligi Srbije i Crne Gore.

## Format rozgrywek ligowych
W obowiązującym systemie ligowym od 1992 do 2006 roku trzy najwyższe klasy rozgrywkowe były ogólnokrajowe (Prva liga Srbije i Crne Gore (do 2003 Prva liga SR Јugoslavije), Druga liga Srbije, Druga liga Crne Gore (do 2003 Druga liga FR Јugoslavije) i Treća liga Srbije, Treća liga Crne Gore (do 2003 Treća liga FR Јugoslavije)). Dopiero na czwartym poziomie pojawiały się grupy regionalne.

## Puchary
Rozgrywki pucharowe rozgrywane w Serbii i Czarnogórze to:
- Puchar Serbii i Czarnogóry (Куп Србије и Црне Горе у фудбалу / Kup Srbije i Crne Gore u fudbalu).